# Медисън (окръг, Северна Каролина)
Окръг Медисън (на английски: Madison County) е окръг в щата Северна Каролина, Съединени американски щати. Площта му е 1171 km², а населението – 21 340 души (2016). Административен център е град Маршал.